# Primeira Liga
Primeira Liga je naziv za portugalsko nogometno prvenstvo, koje je započelo u sezoni 1934./35., kad je ustanovljena liga s osam klubova. Međutim, prvaci te lige nisu bili proglašavani prvacima Portugala sve do sezone 1938./39., a do tad su prvacima bili proglašavani pobjednici kupa, koji se počeo igrati od 1922., tada pod nazivom Campeonato de Portugal.
Karakteristika portugalskih prvenstava je ta što su naslove prvaka uglavnom dijelila tri kluba: Benfica, Sporting Lisabon i Porto, a samo su dva prvenstva otišla u ruke drugih klubova: Belenensesa i Boaviste.
Do sezone 1995./96., klubovi su za pobjedu u ligi dobivali po dva boda, a od sezone 1995./96. (računajući i nju), pobjeda se vrjednuje s tri boda.

## Klubovi 2017./18.
- Aves iz Avesa
- Belenenses iz Lisabona
- Benfica iz Lisabona
- Boavista iz Porta
- Sporting iz Brage
- Cahavesa iz Chavesa
- Estroil-Praia iz Estorila
- Feirense iz Santa Maria da Feire
- Marítimo iz Funchala
- Moreirense iz Moreire de Cónegos
- Paços de Ferreira iz Paçosa de Ferreire
- Portimonense iz Portimãa
- Porto iz Porta
- Rio Ave iz Vile do Conde
- Sporting CP iz Lisabona
- Tondela iz Tondela
- Vitória Guimarães iz Guimarãesa
- Vitória Setúbal iz Setúbala

## Prvaci, doprvaci i trećeplasirani
| 1934./35.              | Porto              | Sporting Lisabon   | Benfica Lisabon    |
| 1935./36.              | Benfica Lisabon    | Porto              | Sporting Lisabon   |
| 1936./37.              | Benfica Lisabon    | Belenenses Lisabon | Sporting Lisabon   |
| 1937./38.              | Benfica Lisabon    | Porto              | Sporting Lisabon   |
| Primeira Divisão       |                    |                    |                    |
| 1938./39.              | Porto              | Sporting Lisabon   | Benfica Lisabon    |
| 1939./40.              | Porto              | Sporting Lisabon   | Belenenses Lisabon |
| 1940./41.              | Sporting Lisabon   | Porto              | Belenenses Lisabon |
| 1941./42.              | Benfica Lisabon    | Sporting Lisabon   | Belenenses Lisabon |
| 1942./43.              | Benfica Lisabon    | Sporting Lisabon   | Belenenses Lisabon |
| 1943./44.              | Sporting Lisabon   | Benfica Lisabon    | Atletico Lisabon   |
| 1944./45.              | Benfica Lisabon    | Sporting Lisabon   | Belenenses Lisabon |
| 1945./46.              | Belenenses Lisabon | Benfica Lisabon    | Sporting Lisabon   |
| 1946./47.              | Sporting Lisabon   | Benfica Lisabon    | Porto              |
| 1947./48.              | Sporting Lisabon   | Benfica Lisabon    | Belenenses Lisabon |
| 1948./49.              | Sporting Lisabon   | Benfica Lisabon    | Belenenses Lisabon |
| 1949./50.              | Benfica Lisabon    | Sporting Lisabon   | Atletico Lisabon   |
| 1950./51.              | Sporting Lisabon   | Porto              | Benfica Lisabon    |
| 1951./52.              | Sporting Lisabon   | Benfica Lisabon    | Porto              |
| 1952./53.              | Sporting Lisabon   | Benfica Lisabon    | Belenenses Lisabon |
| 1953./54.              | Sporting Lisabon   | Porto              | Benfica Lisabon    |
| 1954./55.              | Benfica Lisabon    | Belenenses Lisabon | Sporting Lisabon   |
| 1955./56.              | Porto              | Benfica Lisabon    | Belenenses Lisabon |
| 1956./57.              | Benfica Lisabon    | Porto              | Belenenses Lisabon |
| 1957./58.              | Sporting Lisabon   | Porto              | Benfica Lisabon    |
| 1958./59.              | Porto              | Benfica Lisabon    | Belenenses Lisabon |
| 1959./60.              | Benfica Lisabon    | Sporting Lisabon   | Belenenses Lisabon |
| 1960./61.              | Benfica Lisabon    | Sporting Lisabon   | Porto              |
| 1961./62.              | Sporting Lisabon   | Porto              | Benfica Lisabon    |
| 1962./63.              | Benfica Lisabon    | Porto              | Sporting Lisabon   |
| 1963./64.              | Benfica Lisabon    | Porto              | Sporting Lisabon   |
| 1964./65.              | Benfica Lisabon    | Porto              | GD CUF Barreiro    |
| 1965./66.              | Sporting Lisabon   | Benfica Lisabon    | Porto              |
| 1966./67.              | Benfica Lisabon    | Academica Coimbra  | Porto              |
| 1967./68.              | Benfica Lisabon    | Sporting Lisabon   | Porto              |
| 1968./69.              | Benfica Lisabon    | Porto              | Vitoria Guimares   |
| 1969./70.              | Sporting Lisabon   | Benfica Lisabon    | Vitoria Setubal    |
| 1970./71.              | Benfica Lisabon    | Sporting Lisabon   | Porto              |
| 1971./72.              | Benfica Lisabon    | Vitoria Setubal    | Sporting Lisabon   |
| 1972./73.              | Benfica Lisabon    | Belenenses Lisabon | Vitoria Setubal    |
| 1973./74.              | Sporting Lisabon   | Benfica Lisabon    | Vitoria Setubal    |
| 1974./75.              | Benfica Lisabon    | Porto              | Sporting Lisabon   |
| 1975./76.              | Benfica Lisabon    | Boavista Porto     | Belenenses Lisabon |
| 1976./77.              | Benfica Lisabon    | Sporting Lisabon   | Porto              |
| 1977./78.              | Porto              | Benfica Lisabon    | Sporting Lisabon   |
| 1978./79.              | Porto              | Benfica Lisabon    | Sporting Lisabon   |
| 1979./80.              | Sporting Lisabon   | Porto              | Benfica Lisabon    |
| 1980./81.              | Benfica Lisabon    | Porto              | Sporting Lisabon   |
| 1981./82.              | Sporting Lisabon   | Benfica Lisabon    | Porto              |
| 1982./83.              | Benfica Lisabon    | Porto              | Sporting Lisabon   |
| 1983./84.              | Benfica Lisabon    | Porto              | Sporting Lisabon   |
| 1984./85.              | Porto              | Sporting Lisabon   | Benfica Lisabon    |
| 1985./86.              | Porto              | Benfica Lisabon    | Sporting Lisabon   |
| 1986./87.              | Benfica Lisabon    | Porto              | Vitoria Guimares   |
| 1987./88.              | Porto              | Benfica Lisabon    | Belenenses Lisabon |
| 1988./89.              | Benfica Lisabon    | Porto              | Boavista Porto     |
| 1989./90.              | Porto              | Benfica Lisabon    | Sporting Lisabon   |
| 1990./91.              | Benfica Lisabon    | Porto              | Sporting Lisabon   |
| 1991./92.              | Porto              | Benfica Lisabon    | Boavista Porto     |
| 1992./93.              | Porto              | Benfica Lisabon    | Sporting Lisabon   |
| 1993./94.              | Benfica Lisabon    | Porto              | Sporting Lisabon   |
| 1994./95.              | Porto              | Sporting Lisabon   | Benfica Lisabon    |
| 1995./96.              | Porto              | Benfica Lisabon    | Sporting Lisabon   |
| 1996./97.              | Porto              | Sporting Lisabon   | Benfica Lisabon    |
| 1997./98.              | Porto              | Benfica Lisabon    | Vitoria Guimares   |
| 1998./99.              | Porto              | Boavista Porto     | Benfica Lisabon    |
| Primeira Liga          |                    |                    |                    |
| 1999./00.              | Sporting Lisabon   | Porto              | Benfica Lisabon    |
| 2000./01.              | Boavista Porto     | Porto              | Sporting Lisabon   |
| 2001./02.              | Sporting Lisabon   | Boavista Porto     | Porto              |
| SuperLiga Galp Energia |                    |                    |                    |
| 2002./03.              | Porto              | Benfica Lisabon    | Sporting Lisabon   |
| 2003./04.              | Porto              | Benfica Lisabon    | Sporting Lisabon   |
| 2004./05.              | Benfica Lisabon    | Porto              | Sporting Lisabon   |
| Liga betandwin.com     |                    |                    |                    |
| 2005./06.              | Porto              | Sporting Lisabon   | Benfica Lisabon    |
| BWINLIGA               |                    |                    |                    |
| 2006./07.              | Porto              | Sporting Lisabon   | Benfica Lisabon    |
| 2007./08.              | Porto              | Sporting Lisabon   | Vitoria Guimares   |
| Liga Sagres            |                    |                    |                    |
| 2008./09.              | Porto              | Sporting Lisabon   | Benfica Lisabon    |
| 2009./10.              | Benfica Lisabon    | Sporting Braga     | Porto              |
| Liga ZON Sagres        |                    |                    |                    |
| 2010./11.              | Porto              | Benfica Lisabon    | Sporting Lisabon   |
| 2011./12.              | Porto              | Benfica Lisabon    | Sporting Braga     |
| 2012./13.              | Porto              | Benfica Lisabon    | Paços de Ferreira  |
| 2013./14.              | Benfica Lisabon    | Sporting Lisabon   | Porto              |
| Liga NOS               |                    |                    |                    |
| 2014./15.              | Benfica Lisabon    | Porto              | Sporting Lisabon   |
| 2015./16.              | Benfica Lisabon    | Sporting Lisabon   | Porto              |
| 2016./17.              | Benfica Lisabon    | Porto              | Sporting Lisabon   |

### Uspješnost klubova
| Klub               | Prvak | Doprvak | Trećeplasirani | Ukupno |
| ------------------ | ----- | ------- | -------------- | ------ |
| Benfica Lisabon    | 36    | 27      | 17             | 80     |
| Porto              | 27    | 26      | 13             | 66     |
| Sporting Lisabon   | 19    | 21      | 27             | 67     |
| Belenenses Lisabon | 1     | 3       | 14             | 18     |
| Boavista Porto     | 1     | 3       | 2              | 6      |
| Vitoria Setubal    | 0     | 1       | 3              | 4      |
| Sporting Braga     | 0     | 1       | 1              | 2      |
| Académica Coimbra  | 0     | 1       | 0              | 1      |
| Vitória Guimarães  | 0     | 0       | 5              | 5      |
| Atletico Lisabon   | 0     | 0       | 2              | 2      |
| GD CUF Barreiro    | 0     | 0       | 1              | 1      |
| Paços de Ferreira  | 0     | 0       | 1              | 1      |

 stanje do sezone 2016./17. 

## Poveznice
- službene stranice
- rsssf.com, Prvenstvo Portugala u nogometu
- Campeonato de Portugal (1921. – 1938.)
- Taça de Portugal – Portugalski kup
- Taça da Liga – Portugalski liga-kup
- Supertaça Cândido de Oliveira - portugalski superkup
- Taça Ribeiro dos Reis

| Primeira Liga 2019./20. | Primeira Liga 2019./20. |
| --- | ----------------------- |
| |                         |
| Aves • Belenenses • Benfica • Boavista • Braga • Famalicão • Gil Vicente • Marítimo • Moreirense • Paços de Ferreira • Portimonense • Porto • Rio Ave • Santa Clara • Sporting Lisabon • Tondela • Vitória de Guimarães • Vitória de Setúbal |                         |

| Primeira Liga 2019./20. | Primeira Liga 2019./20. |
| --- | ----------------------- |
| |                         |
| Aves • Belenenses • Benfica • Boavista • Braga • Famalicão • Gil Vicente • Marítimo • Moreirense • Paços de Ferreira • Portimonense • Porto • Rio Ave • Santa Clara • Sporting Lisabon • Tondela • Vitória de Guimarães • Vitória de Setúbal |                         |

| Portugalska SuperLiga | Portugalska SuperLiga |
| --- | --------------------- |
| |                       |
| 1934./35. • 1935./36. • 1936./37. • 1937./38. • 1938./39. • 1939./40. • 1940./41. • 1941./42. • 1942./43. • 1943./44. • 1944./45. • 1945./46. • 1946./47. • 1947./48. • 1948./49. • 1949./50. • 1950./51. • 1951./52. • 1952./53. • 1953./54. • 1954./55. • 1955./56. • 1956./57. • 1957./58. • 1958./59. • 1959./60. • 1960./61. • 1961./62. • 1962./63. • 1963./64. • 1964./65. • 1965./66. • 1966./67. • 1967./68. • 1968./69. • 1969./70. • 1970./71. • 1971./72. • 1972./73. • 1973./74. • 1974./75. • 1975./76. • 1976./77. • 1977./78. • 1978./79. • 1979./80. • 1980./81. • 1981./82. • 1982./83. • 1983./84. • 1984./85. • 1985./86. • 1986./87. • 1987./88. • 1988./89. • 1989./90. • 1990./91. • 1991./92. • 1992./93. • 1993./94. • 1994./95. • 1995./96. • 1996./97. • 1997./98. • 1998./99. • 1999./00. • 2000./01. • 2001./02. • 2002./03. • 2003./04. • 2004./05. • 2005./06. • 2006./07. • 2007./08. • 2008./09. |                       |

| Portugalska SuperLiga | Portugalska SuperLiga |
| --- | --------------------- |
| |                       |
| 1934./35. • 1935./36. • 1936./37. • 1937./38. • 1938./39. • 1939./40. • 1940./41. • 1941./42. • 1942./43. • 1943./44. • 1944./45. • 1945./46. • 1946./47. • 1947./48. • 1948./49. • 1949./50. • 1950./51. • 1951./52. • 1952./53. • 1953./54. • 1954./55. • 1955./56. • 1956./57. • 1957./58. • 1958./59. • 1959./60. • 1960./61. • 1961./62. • 1962./63. • 1963./64. • 1964./65. • 1965./66. • 1966./67. • 1967./68. • 1968./69. • 1969./70. • 1970./71. • 1971./72. • 1972./73. • 1973./74. • 1974./75. • 1975./76. • 1976./77. • 1977./78. • 1978./79. • 1979./80. • 1980./81. • 1981./82. • 1982./83. • 1983./84. • 1984./85. • 1985./86. • 1986./87. • 1987./88. • 1988./89. • 1989./90. • 1990./91. • 1991./92. • 1992./93. • 1993./94. • 1994./95. • 1995./96. • 1996./97. • 1997./98. • 1998./99. • 1999./00. • 2000./01. • 2001./02. • 2002./03. • 2003./04. • 2004./05. • 2005./06. • 2006./07. • 2007./08. • 2008./09. |                       |

| Europske prve nogometne lige (UEFA) | Europske prve nogometne lige (UEFA) |
| ----------------------------------- | --- |
|                                     | |
| Sadašnje                            | Albanija • Andora • Armenija • Austrija • Azerbajdžan • Belgija • Bjelorusija • Bosna i Herzegovina • Bugarska • Cipar • Crna Gora • Češka • Danska • Engleska • Estonija • Farski otoci • Finska • Francuska • Gibraltar • Grčka • Gruzija • Hrvatska • Irska • Island • Italija • Izrael • Kazahstan • Kosovo • Latvija • Litva • Luksemburg • Mađarska • Malta • Moldavija • Nizozemska • Norveška • Njemačka • Poljska • Portugal • Rumunjska • Rusija • San Marino • Sjeverna Irska • Sjeverna Makedonija • Slovačka • Slovenija • Srbija • Škotska • Španjolska • Švedska • Švicarska • Turska • Ukrajina • Wales |
|                                     | |
| Bivše                               | Čehoslovačka • DR Njemačka • Jugoslavija • Sovjetski savez • Srbija i Crna Gora |

| Europske prve nogometne lige (UEFA) | Europske prve nogometne lige (UEFA) |
| ----------------------------------- | --- |
|                                     | |
| Sadašnje                            | Albanija • Andora • Armenija • Austrija • Azerbajdžan • Belgija • Bjelorusija • Bosna i Herzegovina • Bugarska • Cipar • Crna Gora • Češka • Danska • Engleska • Estonija • Farski otoci • Finska • Francuska • Gibraltar • Grčka • Gruzija • Hrvatska • Irska • Island • Italija • Izrael • Kazahstan • Kosovo • Latvija • Litva • Luksemburg • Mađarska • Malta • Moldavija • Nizozemska • Norveška • Njemačka • Poljska • Portugal • Rumunjska • Rusija • San Marino • Sjeverna Irska • Sjeverna Makedonija • Slovačka • Slovenija • Srbija • Škotska • Španjolska • Švedska • Švicarska • Turska • Ukrajina • Wales |
|                                     | |
| Bivše                               | Čehoslovačka • DR Njemačka • Jugoslavija • Sovjetski savez • Srbija i Crna Gora |

| Nogomet u Portugalu              | Nogomet u Portugalu |
| -------------------------------- | --- |
|                                  | |
| Portugalski nogometni savez      | |
|                                  | |
| Reprezentacije                   | Reprezentacija • U-21 |
|                                  | |
| Ligaška natjecanja               | Primeira Liga • Segunda Liga • Druga divizija • Treća divizija                                                                   |
|                                  | |
| Kup natjecanja                   | Taça de Portugal • Taça da Liga • Supertaça Cândido de Oliveira • Campeonato de Portugal (1921. – 1938.) • Taça Ribeiro dos Reis |
|                                  | |
| Popis klubova • Popis nogometaša | |

| Nogomet u Portugalu              | Nogomet u Portugalu |
| -------------------------------- | --- |
|                                  | |
| Portugalski nogometni savez      | |
|                                  | |
| Reprezentacije                   | Reprezentacija • U-21 |
|                                  | |
| Ligaška natjecanja               | Primeira Liga • Segunda Liga • Druga divizija • Treća divizija                                                                   |
|                                  | |
| Kup natjecanja                   | Taça de Portugal • Taça da Liga • Supertaça Cândido de Oliveira • Campeonato de Portugal (1921. – 1938.) • Taça Ribeiro dos Reis |
|                                  | |
| Popis klubova • Popis nogometaša | |